# Hubert-Folie
Hubert-Folie is een voormalige gemeente in het Franse departement Calvados in de regio Normandië en telt 213 inwoners (1999).

## Geschiedenis
Op 1 januari 2019 fuseerde de gemeente met Rocquancourt en Tilly-la-Campagne tot de commune nouvelle Castine-en-Plaine. Deze gemeente maakt deel uit van het arrondissement Caen.

## Geografie
De oppervlakte van Hubert-Folie bedraagt 1,9 km², de bevolkingsdichtheid is 112,1 inwoners per km².
De onderstaande kaart toont de ligging van Hubert-Folie met de belangrijkste infrastructuur en aangrenzende gemeenten.

## Demografie
Onderstaande figuur toont het verloop van het inwonertal (bron: INSEE-tellingen).
Vanwege een beveiligingsprobleem met de MediaWiki Graph-software is het momenteel niet mogelijk deze grafiek weer te geven. Zodra de software is bijgewerkt zal de grafiek vanzelf weer zichtbaar worden.